# Sigüés
Sigüés este un sat în comarca Jacetania, în provincia Zaragoza și comunitatea Aragón (Spania). Are o populație de 131 de locuitori (2011).
1. ↑  Nomenclátor Geográfico de Municipios y Entidades de Población (20240402 edition)
2. ↑   https://datos.gob.es/es/catalogo/a02002834-nomenclator-ano-20147 Lipsește sau este vid: |title= (ajutor)